# Kawasaki Frontale 2013
Questa voce raccoglie le informazioni riguardanti il Kawasaki Frontale nelle competizioni ufficiali della stagione 2013.

## Maglie e sponsor
Tutti gli sponsor ufficiali della stagione precedente (Fujitsu, PFU Limited e SMBC) vengono confermati mentre, per quanto riguarda i motivi decorativi delle maglie, la Puma riduce a una le strisce orizzontali sul petto.
| Manica sinistra · Maglietta · Maglietta · Manica destra · Pantaloncini · Calzettoni | Manica sinistra · Maglietta · Maglietta · Manica destra · Pantaloncini · Calzettoni |  |

## Rosa
| N. |                     | Ruolo | Calciatore        |
| -- | ------------------- | ----- | ----------------- |
| 1  | Giappone (bandiera) | P     | Rikihiro Sugiyama |
| 2  | Giappone (bandiera) | D     | Hiroki Itō        |
| 3  | Giappone (bandiera) | D     | Yūsuke Tanaka     |
| 4  | Giappone (bandiera) | D     | Yūsuke Igawa      |
| 5  | Brasile (bandiera)  | D     | Jeci              |
| 6  | Giappone (bandiera) | C     | Masaki Yamamoto   |
| 7  | Giappone (bandiera) | D     | Sōta Nakazawa     |
| 8  | Giappone (bandiera) | D     | Takanobu Komiyama |
| 9  | Giappone (bandiera) | A     | Takuro Yajima     |
| 10 | Brasile (bandiera)  | C     | Renatinho         |
| 11 | Giappone (bandiera) | A     | Yu Kobayashi      |
| 13 | Giappone (bandiera) | A     | Yoshito Ōkubo     |
| 14 | Giappone (bandiera) | C     | Kengo Nakamura    |
| 15 | Giappone (bandiera) | D     | Yūki Sanetō       |
| 16 | Giappone (bandiera) | C     | Junpei Kusukami   |
| 17 | Giappone (bandiera) | A     | Yuki Natsume      |

| N. |                           | Ruolo | Calciatore        |
| -- | ------------------------- | ----- | ----------------- |
| 18 | Brasile (bandiera)        | A     | Patric            |
| 19 | Giappone (bandiera)       | C     | Kentarō Moriya    |
| 20 | Giappone (bandiera)       | C     | Jun'ichi Inamoto  |
| 21 | Giappone (bandiera)       | P     | Yōhei Nishibe     |
| 22 | Giappone (bandiera)       | D     | Akito Fukumori    |
| 23 | Giappone (bandiera)       | C     | Kyōhei Noborizato |
| 24 | Giappone (bandiera)       | A     | Koya Kazama       |
| 25 | Giappone (bandiera)       | D     | Kyotaro Yamakoshi |
| 26 | Giappone (bandiera)       | A     | Koya Tanio        |
| 27 | Corea del Nord (bandiera) | A     | An Byong-jun      |
| 28 | Giappone (bandiera)       | A     | Junichi Tanaka    |
| 29 | Giappone (bandiera)       | P     | Shun Takagi       |
| 30 | Giappone (bandiera)       | P     | Shōta Arai        |
| 31 | Giappone (bandiera)       | C     | Koki Kazama       |
| 32 | Giappone (bandiera)       | D     | Jun Sonoda        |

## Calciomercato

### Sessione invernale
| Acquisti | Acquisti        | Acquisti           | Acquisti |
| R.       | Nome            | da                 | Modalità |
| -------- | --------------- | ------------------ | -------- |
| P        | Shōta Arai      | Tokyo Verdy        |          |
| D        | Sōta Nakazawa   | Gamba Osaka        |          |
| D        | Jun Sonoda      | Machida Zelvia     |          |
| C        | Kentarō Moriya  | Yokohama F·Marinos |          |
| C        | Masaki Yamamoto | Consadole Sapporo  |          |
| A        | Yoshito Ōkubo   | Vissel Kōbe        |          |
| A        | Yuki Natsume    | Tochigi            |          |
| A        | Patric          | Atl. Goianiense    |          |
| A        | An Byong-jun    | Chūō Daigaku       |          |

| Cessioni | Cessioni        | Cessioni         | Cessioni |
| R.       | Nome            | a                | Modalità |
| -------- | --------------- | ---------------- | -------- |
| P        | Shunsuke Andō   | Shonan Bellmare  |          |
| D        | Shun Morishita  | Yokohama FC      |          |
| D        | Yūdai Tanaka    | Gainare Tottori  |          |
| C        | Junpei Kusukami | Cerezo Osaka     |          |
| C        | Kōji Yamase     | Kyoto Sanga      |          |
| C        | Kyohei Sugiura  | Vissel Kōbe      |          |
| C        | Rene Santos     | Grêmio           |          |
| C        | Kōsei Shibasaki | Tokushima Vortis |          |
| A        | Rui Komatsu     | Oita Trinita     |          |
| A        | Masaru Kurotsu  | Yokohama FC      |          |

## Risultati

### Campionato

#### Girone di andata
| Arbitro: | Nishimura |

|                       |           |               |
| Cléo 4’, 63’ Kudō 72’ | Marcatori | 79’ Renatinho |

| Arbitro: | Matsuo |

|           |           |              |
| Ōkubo 53’ | Marcatori | 28’ Yasukawa |

| Arbitro: | Iida |

|                                                        |           |                                                    |
| Ikeda 28’ Kim Min-woo 50’ Mizunuma 52’ Toyoda 54’, 73’ | Marcatori | 64’ Ōkubo 71’ Kobayashi 83’ Renatinho 85’ Oliveira |

| Arbitro: | Ogiya |

|           |           |              |
| Igawa 88’ | Marcatori | 12’ Hiramoto |

| Arbitro: | Hirose |

|              |           |            |
| Takayama 84’ | Marcatori | 85’ Patric |

| Arbitro: | Nakamura |

|                         |           |            |
| Tomisawa 45’ Hanato 89’ | Marcatori | 65’ Tanaka |

| Arbitro: | Ogiya |

|                                          |           |                                |
| Ōkubo 25’, 53’ Renatinho 28’ (rig.), 40’ | Marcatori | 49’ Ryang Yong-gi 60’ Ishikawa |

| Arbitro: | Yamamoto |

|                       |           |  |
| Lucas 22’ Higashi 65’ | Marcatori |  |

### Coppa J. League
| Arbitro: | Hamamoto |

|                |           |  |
| Marquinhos 83’ | Marcatori |  |

| Arbitro: | Yoshida |

|                      |           |              |
| Ōkubo 44’ Yajima 52’ | Marcatori | 73’ Kanazono |

| Kawasaki 10 aprile 2013, ore 19:00 UTC+9 | Kawasaki Frontale | 0 – 0 referto | Shimizu S-Pulse | Todoroki Athletics Stadium (8 694 spett.)\| Arbitro: \| Murakami \| |
| Arbitro:                                 | Murakami          |               |                 |                                                                     |

| Arbitro: | Ogiya |

|              |           |                                 |
| Ortigoza 43’ | Marcatori | 33’ Yajima 50’ Sanetō 81’ Ōkubo |